# Curriculum vitæ
Curriculum vitae (latinsky „běh života“, zkratkou CV) znamená akademický nebo profesní životopis, který se přikládá k žádostem o zaměstnání, k článkům v odborných časopisech, žádostem o granty a podobně. Obsahuje hlavní životní data, průběh vzdělání, zastávaná místa, případně i další údaje, pokud mají význam vzhledem k danému účelu. Součástí akademického CV bývá seznam publikací, grantů, přednášek a stáží. Životopis by měl obsahovat pouze pravdivé údaje o člověku.
Standardní CV nemá být delší než dvě stránky (kromě bibliografie) a události se v něm obvykle řadí sestupně podle data – nejnovější jsou nahoře. V různých zemích se zavedly různé požadavky na formu CV, které se navíc mění, zejména s šířením internetové komunikace. Rozšířenou formou je tzv. strukturovaný životopis, který by měl zahrnovat následující informace:
- kontaktní údaje (e-mail, telefon, adresa) a základní osobní údaje (jméno, věk, datum narození),
- souhrn (představení uchazeče, cíl),
- dosavadní kariéra,
- dovednosti,
- vzdělání.

Dále je možné zmínit:
- dosažené úspěchy a milníky,
- sociální projekty a iniciativy,
- ocenění, certifikáty a organizace, v nichž osoba působí,
- záliby a zájmy.

V dnešní době je ze strany zaměstnavatelů vyžadován především právě strukturovaný životopis, který jim umožňuje prvotní výběr kandidátů.
U životopisů se nehodnotí pouze obsah, ale také forma, s jakou jej kandidát o zaměstnání vypracoval. V současné době je vhodné uvádět i odkaz na pracovní profil ze sociální sítě. Vhodným způsobem, jak oslovit a zaujmout personalisty, může být i video životopis. Záleží ale samozřejmě na pozici, o kterou se kandidát uchází. Video životopis se hodí spíše pro kreativní obory.